# Nationaal Kiezersonderzoek
Het Nationaal Kiezersonderzoek (NKO) wordt sinds 1971 gehouden rond de Nederlandse Tweede Kamerverkiezingen. In dat jaar besloten alle leerstoelhouders politicologie in Nederland samen te werken bij het verzamelen van relevante gegevens over kiesgedrag van Nederlanders.
De kern van een NKO bestaat uit een onderzoek rond de verkiezingen voor de Tweede Kamer onder een representatieve steekproef uit de kiesgerechtigde bevolking van Nederland. In (meestal twee) vraaggesprekken wordt een groot aantal politieke opvattingen en prioriteiten, percepties van politieke verschijnselen, politieke gedragingen (waaronder uiteraard stemgedrag) en andere kenmerken van de respondenten vastgesteld. Elk NKO resulteert in een databestand met betrekking tot het Nederlandse electoraat dat beschikbaar wordt gesteld aan iedereen die kiesgedrag wil bestuderen. De verschillende NKO’s tezamen bieden een reeks van samenhangende gegevens over het Nederlandse electoraat sinds 1971. Deze reeks maakt het mogelijk de ontwikkelingen in opvattingen, prioriteiten, percepties en gedragingen nauwgezet te bestuderen.
Het Nationaal Kiezersonderzoek wordt georganiseerd door de Stichting Kiezersonderzoek Nederland (SKON). Bij iedere Tweede Kamerverkiezing wijst SKON een directie aan die het NKO vorm moet geven.